# Rover-Zwischenfall
Der Rover-Zwischenfall (englisch: Rover Incident, chinesisch 羅發號事件, Pinyin Luófā hào shìjiàn) bezeichnet den Schiffbruch des US-amerikanischen Handelsschiffs Rover vor der Küste Taiwans und die anschließende Ermordung von dreizehn Schiffbrüchigen durch taiwanische Ureinwohner vom Stamm der Paiwan im Jahr 1867.

## Verlauf
Am 12. März 1867 scheiterte das amerikanische Handelsschiff Rover, das sich auf dem Weg von Shantou nach Niuzhuang befand, an einer der Qixingyan-Koralleninseln nahe dem Kap Eluanbi, der Südspitze Taiwans. Vierzehn Schiffbrüchige, darunter Kapitän Joseph Hunt und seine Frau, retteten sich in der Gegend von Kenting (Hengchun im heutigen Landkreis Pingtung) an Land. Dort wurden sie von mit Gewehren bewaffneten Paiwan aus dem Dorf Koalut angegriffen und getötet. Ein chinesischer Seemann konnte nach Takau entkommen. Auf seinen Bericht hin machte sich ein britisches Dampfschiff namens Cormorant auf den Weg, um etwaige Überlebende zu retten, und landete am 26. März am Ort des Geschehens, musste nach einem Schusswechsel mit den Paiwan jedoch das Weite suchen. Über den britischen Konsul in Takao erreichten die Nachrichten die amerikanische Vertretung in China.
Bei den Verhandlungen im Zuge der späteren amerikanischen Strafexpedition erklärten die Paiwan, die Tötung der Schiffbrüchigen sei ein Akt der Rache für die Ermordung von Angehörigen des Dorfes Koalut durch Weiße gewesen.

## Amerikanische Reaktion
Da Taiwan zur Zeit des Unglücks zur Provinz Fujian des Chinesischen Kaiserreichs gehörte, begab sich der amerikanische Konsul in Amoy Charles Le Gendre am 2. April nach Fuzhou und forderte den Generalgouverneur auf, den Vorfall aufzuklären. Der Generalgouverneur verwies auf die Behörden in Taiwan und erteilte Le Gendre die Erlaubnis, selbst dorthin zu reisen, um Nachforschungen anzustellen. Le Gendre reiste in die damalige Inselhauptstadt Taiwanfu (Tainan) wo die chinesischen Beamten ihm mitteilten, dass sie in der Sache nichts tun könnten, da sie über die wilde Gegend im Süden keine Kontrolle hätten. Da auch Versuche, direkt mit den Paiwan zu verhandeln, scheiterten, musste Le Gendre unverrichteter Dinge abreisen. Die Amerikaner fassten daraufhin den Entschluss zu einer Strafexpedition.

## Folgen
Die amerikanische Strafexpedition erfolgte im Juni 1867. Ereignisse wie der Rover-Zwischenfall und der sich 1871 ereignende Mudan-Zwischenfall verstärkten im Ausland den Eindruck von der Schwäche des Chinesischen Kaiserreichs und seiner mangelnden Kontrolle über Taiwan.